# إساياس خواريز
إساياس خواريز (بالإسبانية: Isaías Juárez)‏ هو قسيس مكسيكي، ولد في 1885، وتوفي في 1967.